# 2e armée combinée de la Garde
Pour les articles homonymes, voir 2e armée.
 (octobre 2024).
Si vous disposez d'ouvrages ou d'articles de référence ou si vous connaissez des sites web de qualité traitant du thème abordé ici, merci de compléter l'article en donnant les références utiles à sa vérifiabilité et en les liant à la section « Notes et références ».
En pratique : Quelles sources sont attendues ? Comment ajouter mes sources ?
La 2e armée combinée de la Garde (en russe : 2-я гвардейская общевойсковая армия) — aussi traduisible par 2e armée interarmes de la Garde — de son nom complet la 2e armée interarmes de la Garde de l'ordre du Drapeau rouge (en russe : 2-я гвардейская общевойсковая Краснознамённая армия), est une grande unité des forces terrestres russes (unité militaire n° 22223).
L'unité fait partie du district militaire central, stationnée à Samara, au 165 rue Frounze.
L'administration de l'armée est recréée le 1er septembre 2001, héritant du patrimoine historique, des titres honorifiques, de la gloire militaire et des distinctions de la 2e armée de chars de la Garde de l'Armée rouge.

## Unité antérieure
Unité antérieure de la 2e armée combinée de la Garde, la 2e armée de chars est formée en janvier-février 1943 sur la base de la 3e armée de réserve du front de Briansk. Au départ, elle comprend les 11e et 16e corps de chars, les 60e, 112e et 194e divisions de fusiliers, la 115e brigade de fusiliers, la 28e brigade à skis, la 11e brigade de chars de la Garde, ainsi que d'autres formations et unités militaires.
L'unité participe à la Seconde Guerre mondiale, à la bataille de Briansk, à la contre-offensive près de Koursk, à la libération de l'Ukraine de la rive droite et aux opérations finales de la guerre en Europe.
Dans les années d'après-guerre, l'armée fait partie du groupement des forces armées soviétiques en Allemagne. Ses formations et unités militaires sont stationnées sur le territoire de la République démocratique allemande dans 39 garnisons, avec le quartier général situé dans la ville de Furstenberg.
Le 22 février 1968, par décret du Présidium du Soviet suprême de l'URSS, la 2e armée de chars de la Garde reçoit l'ordre du Drapeau rouge.
En 1993, l'armée est retirée du territoire de l'Allemagne de l'Est pour rejoindre le district militaire de la Volga.
Conformément à l'arrêté du ministre de la Défense de la fédération de Russie du 3 août 1997 n° 040 et à la directive du commandant en chef des forces terrestres russes du 25 décembre 1997 n° 453/1/0820, l'administration de l'armée est dissoute et ses formations et unités militaires transférées au district militaire de la Volga.

## Historique
L'armée est recréée par l'exécution de la directive n° 314/2/0300 du chef d'état-major général des Forces armées russes du 17 avril 2001 « Sur la transformation des districts militaires de la Volga et de l'Oural en district militaire Volga-Oural et la formation de la 2e armée interarmes » et de la directive n° 15/1/0230 du commandant du district militaire de la Volga du 27 avril 2001. Conformément à ces directives, l'administration du district militaire de la Volga est réorganisée en administration de la 2e armée interarmes le 1er septembre 2001. Le quartier général de l'armée est alors situé au siège du district militaire de la Volga à Samara.
Le 4 septembre 2001, sur la base de la directive du chef d'état-major général des Forces armées de la fédération de Russie, le drapeau de bataille de la 2e armée de chars de la Garde, un certificat d'honneur et un extrait du certificat historique sont reçus au musée central des forces armées. Conformément au décret du président de la Russie du 19 novembre 2002 n° 1337, le drapeau de bataille et l'ordre honorifique de la 2e armée de chars de la Garde (dissoute en 1998) sont transférés à la 2e armée interarmes. Cette nouvelle unité successeure prend le nom officiel de 2e armée interarmes de la Garde de l'ordre du Drapeau rouge (en russe : 2-я гвардейская общевойсковая Краснознамённая армия).
En 2006, l'armée mène un exercice de commandement et d'état-major de grande envergure, « Bouclier du Sud-2006 », comprenant l'appel de quelque 4 000 à 5 000 réservistes. L’exercice « s’avère être un succès et confirme l’état de préparation de l’armée », dont celle de deux divisions composantes ayant mené un exercice tactique dans le cadre de « Bouclier du Sud-2006 ». Celui-ci est de nouveau mené en 2007 par la 27e division de fusiliers motorisés de la Garde. Cette division et plusieurs autres sous-unités de l'armée sont aujourd'hui entièrement composées de militaires servant sous contrat professionnel.
En février 2008, le commandant de l'armée est le général de division Oleg L. Makarevitch (ancien chef d'état-major de la 22e armée, district militaire de Moscou).
En 2009, la 27e division de Totskoïe est transformée en 21e brigade de fusiliers motorisés de la Garde.
Les formations et unités militaires de la 2e armée interarmes de la Garde sont déployées sur le territoire de trois entités constitutives de la fédération de Russie : la république d'Oudmourtie, les oblasts d'Orenbourg et de Samara. La superficie du territoire où sont déployées les formations et unités militaires de l'unité s'étale sur 524 400 km².
Fin 2015, les unités de l'armée effectuent environ 360 exercices de tir réels, suivent plus de 3 500 cours de formation au tir et environ 2 000 cours de conduite de véhicules de combat. La brigade de missiles de l'armée est équipée du système 9K720 Iskander.
Pendant l'hiver 2021-2022, de neuf à douze groupes tactiques de bataillon (BTG) de la 2e armée combinée sont déployés à proximité de la frontière ukrainienne. En février-mars 2022, lors de l'invasion de l'Ukraine par la Russie de la guerre russo-ukrainienne, ses unités assiègent Chostka, Konotop et Nijyn, menaçant Kyïv par l'est.
Au 31 mars 2022, la 21e brigade est sur la route H7 (qui relie Kiev à Soumy) entre Brovary et Prylouky, le 15e régiment de fusiliers motorisés de la Garde (de la 1re armée de chars) tient la route au nord de Romny, tandis que les deux BTG de la 15e brigade assiègent encore Konotop. Le 3 avril, les unités de la 2e armée se replient vers l'est, en territoire russe, la 90e division (de la 41e armée) couvrant ses arrières. Début avril 2022, le poste de commandement de la 2e armée est frappé par les Ukrainiens.
Le 25 janvier 2024, la 2e armée reçoit le titre honorifique de la « Garde russe ».

## Composition
La 2e armée de la Garde est composée en 2024 des unités suivantes:
- 15e brigade de fusiliers motorisés Alexsandriskaïa (unité n° 90600) ; (140 BTR-82AM et BTM-80A, 41 T-72B, 15 MT-LB, 4 BRDM-2, 24 2B9 Vassilek, 18 2B14 Podnos, 12 9A33BM2 Osa, 6 9K34/35 Strela-10, 6 2K22 Toungouska et 27 9K38 Igla)[11], à Rochtchinski ;
- 27e division de fusiliers motorisés de la Garde Omsko-Novobugskaïa (unité n° 35100) ; (120 BMP-2, 84 T-72B, 11 BTR-80, 4 BRDM-2, 36 2S19 Msta-S, 12 2S34 Khosta (de), 6 BM-21 Grad, 12 9P149 Chturm-S, 12 9K331 Tor-M1, 6 9K34/35 Strela-10, 6 2S6M Tunguska et 27 9K38 Igla), à Totskoïe (oblast d'Orenbourg) ;
- 30e brigade de fusiliers motorisés de la Garde (unité n° 45863), à Rochtchinski (oblast de Samara)[12] ;
- 92e brigade de missiles (unité n° 30785) ; (12 Iskander-M), à Totskoïe ;
- 385e brigade d'artillerie de la Garde (unité n° 32755) ; (8 BM-27 Ouragan, 18 2S65 Msta-B, 12 MT-12 Rapira et 18 9K123 Khrizantema-S), à Totskoïe ;
- 950e régiment de lance-roquettes (24 BM-27 Ouragan), à Totskoïe-2 ;
- 297e brigade de missiles antiaériens (unité n° 02030) ; (24 9K37-M1 Buk-M1), à Leonidovka (oblast de Penza) ;
- 91e brigade de transmissions Keletskaïa (unité n° 59292), à Samara (oblast de Samara) ;
- 105e brigade de soutien logistique, à Rochtchinski et Kriaj[13]
- 2e régiment de défense NBC (unité n° 18664) ; (3 TOS-1 Buratino, 18 BMO-T pour RPO-A Chmel, véhicules de reconnaissance chimique, véhicules de décontamination et générateurs de fumée), à Tchapaïevsk
- 39e régiment de sapeurs du génie (unité n° 53701), à Kizner
- 53e bataillon de guerre électronique, à Samara
- 71e centre de communications, à Kalinovka
- 2934e station de communication par satellite, à Rochtchinski
- 323e centre de communication par courrier et téléphone, à Samara
- 1388e centre de commandement et de renseignement (unité n° 23280), à Samara

## Commandants
- Major, puis lieutenant-général Alekseï Ivanovitch Verbitsky (septembre 2001-février 2005)
- Lieutenant-général Alexandre Igorevitch Stoudenikine (février 2005-janvier 2006)
- Major, puis lieutenant-général Sergueï Ivanovitch Skokov (janvier 2006-2008)
- Major général Oleg Leontevitch Makarevitch (janvier 2008-2009)
- Major général Hassan Bekovitch Kaloïev (2009-juin 2010)
- Major général Alexandre Alexandrovitch Jouravliov (juin 2010-janvier 2014)
- Major, puis lieutenant-général Igor Anatolievitch Seritski (janvier 2014-septembre 2016)
- Major général Guennadi Valerievitch Jidko (septembre 2016-décembre 2017)
- Major général Roustam Ousmanovitch Mouradov (décembre 2017-décembre 2018)
- Major, puis lieutenant-général Andreï Vladimirovitch Kolotovkine (décembre 2018-février 2022)[14]
- Major général Viatcheslav Nikolaïevitch Gourov (depuis février 2022)